# 14 Sagittae
Désignations
14 Sagittae est une étoile binaire de la constellation de l'Aigle. 14 Sagittae est sa désignation de Flamsteed. Elle est visible comme une étoile de 6e magnitude, près de la limite inférieure de visibilité à l'œil nu, ayant une magnitude apparente de 5,89. Le système présente une parallaxe annuelle de 4,91 mas mesurée par le satellite Gaia, ce qui permet d'en déduire qu'il est distant de ∼ 660 a.l. (∼ 202 pc) du Système solaire. Il se rapproche de la Terre avec une vitesse radiale héliocentrique de −22 km/s.
14 Sagittae est d'une étoile binaire spectroscopique à raies simples avec une période de révolution de 61,5 jours et une excentricité de 0,49. La composante visible est une étoile à mercure et manganèse chimiquement particulière avec un type spectral de B9p HgMn. Sa vitesse de rotation projetée est de 7 km/s seulement. Elle rayonne 292 fois la luminosité du Soleil depuis sa photosphère avec une température de 13 200 K.